# Port lotniczy Agordat
Port lotniczy Agordat (ICAO: HHTS) – międzynarodowy port lotniczy położony w Agordat. Jest piątym co do wielkości portem lotniczym w Erytrei.